# حوسبة متعددة الأشكال
تشير الحوسبة متعددة الأشكال (Amorphous computing) إلى الأنظمة الحاسوبية التي تستخدم أعدادًا كبيرة جدًا من المعالجات المتطابقة والمتوازية حيث يكون لكل منها قدرة حاسوبية محدودة وتفاعلات محلية. وقد استحدث مصطلح الحوسبة متعددة الأشكال في معهد ماساتشوستس للتقنية عام 1996 في وثيقة بعنوان «بيان الحوسبة متعددة الأشكال» (Amorphous Computing Manifesto) من أبيلسون (Abelson) ونايت (Knight) وسوسمان (Sussman) وآخرون.
ويمكن الاطلاع على أمثلة الحوسبة متعددة الأشكال التي تحدث بصورة طبيعية في العديد من المجالات، مثل: علم الأحياء النمائي (تطور الكائنات متعددة الخلايا من خلية واحدة) وعلم الأحياء الجزيئي (تنظيم أجزاء الخلايا الفرعية وإشارات الخلايا الداخلية) والشبكات العصبية والهندسة الكيميائية (عدم الإتزان الداخلي). فدراسة الحوسبة متعددة الأشكال هي دراسة اضطرابات الأجهزة—وهي لا تعني الركائز المادية (البيولوجية والإلكترونية وتكنولوجيا النانو وما إلى ذلك) لكن تعمل بالأحرى على توصيف الخوارزميات عديمة الشكل مثل التجرد من مقصد كل من فهم الأمثلة الطبيعية القائمة والأنظمة الروائية الهندسية.
تتميز أجهزة الحاسوب متعددة الأشكال بالعديد من الخصائص التالية:
- يتم تنفيذها بواسطة أجهزة متكررة محتملة العطل ومتوازية بصورة كبيرة.
- هي أجهزة لديها ذاكرة وقدرات حاسوبية محدودة.
- هي أجهزة غير متزامنة.
- هي أجهزة لا توجد لديها معلومات استنتاجية عن موقعها.
- هي أجهزة تتصل ببعضها البعض محليًا فقط.
- تظهر سلوكًا طارئًا أو ذاتي التنظيم (تكون الأنماط أو الأحوال أكبر من الأجهزة الفردية).
- تتحمل الخلل، خاصة في الأجهزة ذات التلف العرضي أو حالة التشويش.

## الخوارزميات والأدوات والأنماط
(لا تُعرف أسماء لبعض هذه الخوارزميات حيث لا يُعرف لها اسم، وهناك تصوير واحد فقط.)
- التواصل من خلال فيكيان Fickian. هي الأجهزة التي تتواصل معًا من خلال إرسال رسائل تُنشر عبر الوسط الموجود فيه هذه الأجهزة. حيث ستتبع قدرة الرسالة قانون التربيع العكسي مثلما هو موضح من خلال قانون فيك للانتشار. علمًا بأن أمثلة هذه الاتصالات شائعة في النُظم البيولوجية والكيميائية.
- التواصل من خلال رابط النشر. هي الأجهزة التي تتواصل من خلال الرسائل المنشورة أسفل الروابط السلكية من جهاز لآخر. بخلاف التواصل من خلال فيكيان، فليس من الضروري أن يكون وسط الانتشار الموجود فيه هذه الأجهزة وبالتالي لا يكون هناك صلة بالبعد المكاني وعدم تطبيق قانون فيك. حيث وجدت أمثلة في خوارزميات توجيه الإنترنت مثل خوارزميات تحديث الانتشار. حيث وُصفت معظم الخوارزميات في مؤلفات الحوسبة غير المتبلورة التي تفترض هذا النوع من الاتصالات.
- الانتشار بالموجة. (المرجع 1) يبعث الجهاز برسالة مشفرة تتضمن عدد القفزات. فالأجهزة التي لم ترَ هذه الرسالة من قبل، تزداد فيها عدد القفزات وإعادة البث. حيث تنتشر الموجة عبر الوسط وعدد القفزات من خلال الوسط الذي سيشفر المسافة البينية عن المصدر بشكل فعال.
- الرقم العشوائي. يُعطى كل جهاز في حد ذاته رقم عشوائي، بحيث تكون المساحة العشوائية كبيرة بما فيه الكفاية لمنع التطابق.
- برنامج نقطة النمو. (التنسيق Coore). هي العمليات التي تتحرك بين الأجهزة وفقًا «للتوجه» (حركة الكائن بسبب المؤثرات الخارجية).
- إحداثيات الموجة. شرائح جدول خصائص برنامج وكالة مشاريع البحوث للدفاع المتقدم. تكتب كالتالي.
- استعلام الجوار. (ناجبال Nagpal) يختبر الجهاز حالة الأجهزة المجاورة عن طريق دفع أو سحب الآلة.
- الضغط المشابه. يحتفظ كل جهاز بالحالة واتصالات هذه الحالة بالأجهزة المجاورة. يستخدم كل جهاز بعض أنظمة التصويت لتحديد ما إذا تم تغيير الحالة أم لا بالنسبة لحالة جيرانها الأخرى. تُقسم مساحة الخوارزمات وفقًا للتوزيع المبدئي والذي يعتبر كمثال للخوارزمات العنقودية.[بحاجة لمصدر]
- سلك الحفاظ الذاتي. (لورين لورين Lauren Lauren وكليمان Clement). يتم إنشاء المنحدر من نقطة واحدة نهائية على المستوى المغطى بالأجهزة بواسطة ربط الاتصالات المنتشرة. حيث يدرك كل جهاز قيمته في الانحدار ورقم الجهاز المجاور الوثيق الصلة بأصل الانحدار. حيث تكشف النقطة النهائية المقابلة الانحدار وإعلام الجهاز المجاور القريب بأن يكون جزءًا من الخط. ويشكل هذا الانتشار خط الانحدار الذي ينشط ضد التوزيعات في الميدان. (الاحتياجات التوضيحية).
- تكوين النادي. (Coore, Coore ,Nagpal, Weiss كور، كور، ناجبال، ويز]). تنتخب المجموعات المحلية للمعالجات زعيم ليُستخدم كمحور للاتصالات المحلية.
- التكوين المتساوي (Nagpal). تُشكل الانحدارات المتعددة وتستخدم لتشكيل نظام متساوي بواسطة الاستخدام الثلاثي.

## الأبحاث والمختبرات
- هال أبيلسون Hal Abelson، معهد ماساتشوستس للتكنولوجيا
- يعقوب بيل Jacob Beal، طالب دراسات عليا بمعهد ماساتشوستس للتكنولوجيا (لغات ذات مستوى عال في الحوسبة غير المتبلورة)
- دانيال كور Daniel Coore، جامعة جزر الهند الغربية (لغة نقطة النمو، التوجه، سلسلة الخلاف النامية).
- توم نايت Tom Knight، معهد ماساتشوستس للتكنولوجيا (الحوسبة من خلال البيولوجيا التركيبية).
- راديكا ناجبال Radhika Nagpal، هارفارد (أنظمة التنظيم الذاتي)
- زاك بوث سيمبسون Zack Booth Simpson، مختبر إلينغتون، جامعة تكساس في أوستن. (الكشف عن الحافة الجرثومية)
- جيري سوسمان Gerry Sussman، مختبر الذكاء الاصطناعي بمعهد ماساتشوستس للتكنولوجيا
- رون ويز Ron Weiss، برينستون (القاعدة المثيرة ولغة المستعمرة الميكروبية وتشكيل نمط القولونية)

## وثائق
1. الصفحة الرئيسية للحوسبة غير المتبلورة
تجميع وثائق وروابط مختبر الذكاء الاصطناعي بمعهد ماساتشوستس للتكنولوجيا
2. الحوسبة غير المتبلورة (اتصالات رابطة المكائن الحاسوبية، مايو 2000)
يُظهر المقال الاستعراضي أمثلة من لغة نقطة النمو التي صاغها كور (Coore) إضافة إلى الأنماط الناشئة عن قاعدة اللغة المثيرة لويز.
3. التحدث عن شرائح الحوسبة غير المتبلورة لوكالة مشاريع البحوث للدفاع المتقدم في عام 1998
لمحة عامة عن أفكار ومقترحات التطبيقات
4. جدول خصائص برنامج الحوسبة غير المتبلورة والخلوية من محاضرة ناسا عام 2002 نسخة محفوظة 30 سبتمبر 2006 على موقع واي باك مشين.
تقريبا نفس ما ذُكر أعلاه في شكل جدول خصائص برنامج
5. البنية التحتية للظهور الهندسي على شبكات جهاز الاستقبال/ المشغل الميكانيكي، بيل وباتشراش، 2006.
تسمى لغة الحوسبة غير المتبلور
6. أنماط طوبولوجيا الإصلاح الذاتي كليمان، ناجبال.
خوارزميات سلك الإصلاح الذاتي والصيانة الذاتية.
7. الطرق القوية للتزامن غير المتبلور، جوسواه جوشوا Joshua Grochow
طرق لتضمن التزامن الزماني العالمي.
8. برمجة التجميع الذاتي:تبني استخدام الشكل العالمي البيولوجي - الموحية بالتفاعلات المحلية والرياضيات الاوريغامية و الشرائح المرتبطة أطروحة أكاديمية ناجبال
لغة الجمع بين تعليمات التفاعلات المحلية من الوصف رفيع المستوى لاوريغامي تشبه تركيب المطوية.
9. نحو برمجة المواد، ناجبال الشرائح المرتبطة
المخطط المماثل للوثيقة السابقة
10. تراكيب الشفاء الذاتي في الحوسبة غير المتبلورة زوكر Zucker
طرق اكتشاف والحفاظ على الطبولوجيا المستوحاة من قبل التجديد البيولوجي.
11. مرونة التنفيذ المتسلسل على الأجهزة غير المتبلورة[وصلة مكسورة]، رسالة الماجستير لساذرلاند Sutherland
لغة تشغيل العمليات المتسلسلة على الحواسب غير المتبلورة
12. نماذج للتركيب في الحواسب غير المتبلورة، كور، ناجبال، ويز 1997.
تقنيات لإنشاء الترتيب الهرمي في الحواسب غير المتبلورة.
13. ftp://publications.ai.mit.edu/ai-publications/pdf/AIM-1666.pdf تنظيم النظام العالمي المشترك من المعلومات المحلية على الحواسب غير المتبلورة، ناجبال 1999.
تقنيات لإنشاء النظام العالمي المشترك عن طريق تشكيل الانحدار وتحليل حدوده المُحكمة.